# Нарынгуль
Нарынгуль (каз. Нарынгүл, до 2009 г. — Нарунгуль) — упразднённое село в Тимирязевском районе Северо-Казахстанской области Казахстана. Упразднено в 2019 г. Входило в состав Есильского сельского округа. Код КАТО — 596243200.

## История
Указом ПВС Казахской ССР от 16.08.1971 года посёлку отделения № 1 совхоза «Ишимский» присвоено наименование село Нурынкуль.

## Население
В 1999 году население села составляло 152 человека (81 мужчина и 71 женщина). По данным переписи 2009 года, в селе проживало 55 человек (30 мужчин и 25 женщин).